# Альтшуль, Елена Борисовна
Еле́на Бори́совна Альтшу́ль (род. 4 апреля 1964, Минск) — советская и немецкая спортсменка (русские и международные шашки).
Четырёхкратная чемпионка СССР по шашкам-100 (1978, 1979, 1982, 1989), пятикратная чемпионка мира (1980, 1982, 1983, 1984, 1986).

## Биография
Окончила среднюю школу № 98 г. Минска в 1981 году.
Мастер спорта (1978), гроссмейстер СССР (1983), международный гроссмейстер (1984). Заслуженный мастер спорта СССР (1985).
В 1986 году окончила БТИ.
С 1991 года вместе с мужем, международным гроссмейстером Вадимом Вирным, живёт в Германии.

## Участие в чемпионатах мира по международным шашкам
| Год  | Место проведения | Турнир/матч         | Результат | Место |
| ---- | ---------------- | ------------------- | --------- | ----- |
| 1979 | Снек             | Турнир              | 6+ 4= 1-  | 2     |
| 1980 | Де Льер          | Турнир              | 9+ 2= 0-  | 1     |
| 1981 | Рига             | Турнир              | 5+ 2= 2-  | 4-5   |
| 1982 | Москва           | Матч с О. Левиной   | 3+ 8= 1-  | 1     |
| 1983 | Сандомир         | Турнир              | 9+ 2= 0-  | 1     |
| 1984 | Таллин           | Матч с О. Левиной   | 3+ 6= 0-  | 1     |
| 1986 | Канны            | Турнир              | 8+ 5= 0-  | 1     |
| 1986 | Минск            | Матч с З. Садовской | 0+ 9= 3-  | 2     |
| 1987 | Минск            | Турнир              | 9+ 3= 1-  | 2     |
| 1989 | Росмален         | Турнир              | 6+ 4= 1-  | 2     |
| 1997 | Миньск-Мазовецки | Турнир              | 4+ 6= 3-  | 4-5   |